# Вільгельм Лейбл
Вільгельм Марія Губертус Лейбл (нім. Wilhelm Leibl; 23 жовтня 1844, Кельн — 4 грудня 1900, Вюрцбург) — німецький художник-реаліст. Малював портрети і сцени сільського життя.

## Біографія
Лейбл народився у Кельні, де його батько був директором соборного хору. Спочатку його віддали в учні слюсаря. У 1961 році він почав навчатися живопису в місцевого художника Германа Беккера. У 1864 році вступив до Мюнхенської академії мистецтв. Згодом навчався у кількох художників, зокрема у Карла Теодора фон Пілоті. У 1869 році Лейбл разом з Йоганном Шперле, Теодором Альтом і Рудольфом Хіртом дю Френе створив спільну студію. Приблизно в той же час Гюстав Курбе відвідав Мюнхен, щоб показати свою роботу і справив сильне враження на багатьох місцевих художників своєю демонстрацією алла пріма (живопису безпосередньо з природи, за один сеанс). Шедевром цього періоду творчості Лейбла вважається «Портрет пані Гедон», завдяки якому він і потоваришував з Гюставом Курбе. Картини Лейбла, в яких вже було помітним його захоплення голландськими старими майстрами, набули більш вільного стилю; об'єкти малювалися густим пензлем на темному фоні.
У 1869 році за порадою Курбе Лейбл вирушив до Париж, де він був представлений Едуарду Мане, але був змушений повернутися в Німеччину в 1870 році, у зв'язку зі спалахом Франко-прусської війни. У 1873 році Лейбл залишив Мюнхен, переїхав до ізольоваго баварського села, де він малював місцевих мешканців у побутових сценах, позбавлених сентиментальності або анекдотичності. Скетчеподібна якість його ранніх картин була замінена більшою точністю і увагою до малювання. У 1878—1882 проживаючи у Берблінгу, він написав, можливо, свою найвідомішу роботу, Три жінки в Церкві (Гамбурзька картинна галерея). Його інтенсивно реалістичний стиль нагадує Ганса Гольбейна Молодшого своєю ясністю, виразністю. Протягом наступних років він переїжджає до Бад-Айблінга, а в 1892 році — до Кутерлінга, а його картини поєднують дисциплінований малюнок він, характерний для Лейбла ще в 1880-х роках, з новою делікатністю і світністю.
Лейбл малював без попереднього начерку, розпочинав роботу безпосередньо з кольором — підхід, який має паралелі в імпресіонізмі. Своєю відданістю поданню реальності, як її бачить око, він заробив визнання, як видатний художник групи, відомої як Круг Лейбла, яка включала Карла Шуха, Вільгельма Трюбнера, Отто Шолдерера і Ганса Тому.

## Вибрані роботи

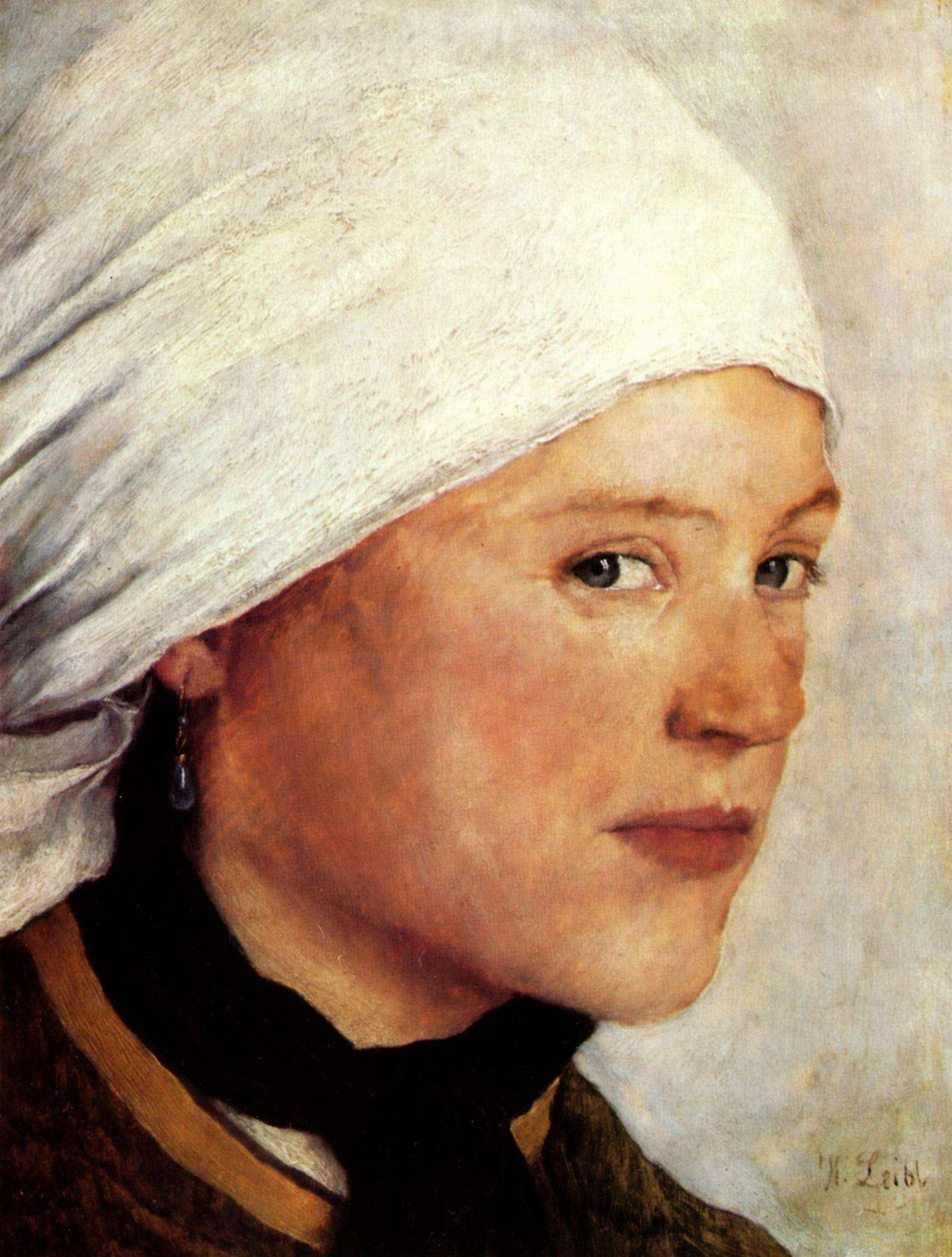
Дівчина з білою хусткою, 1876
У фермерській вітальні, 1890
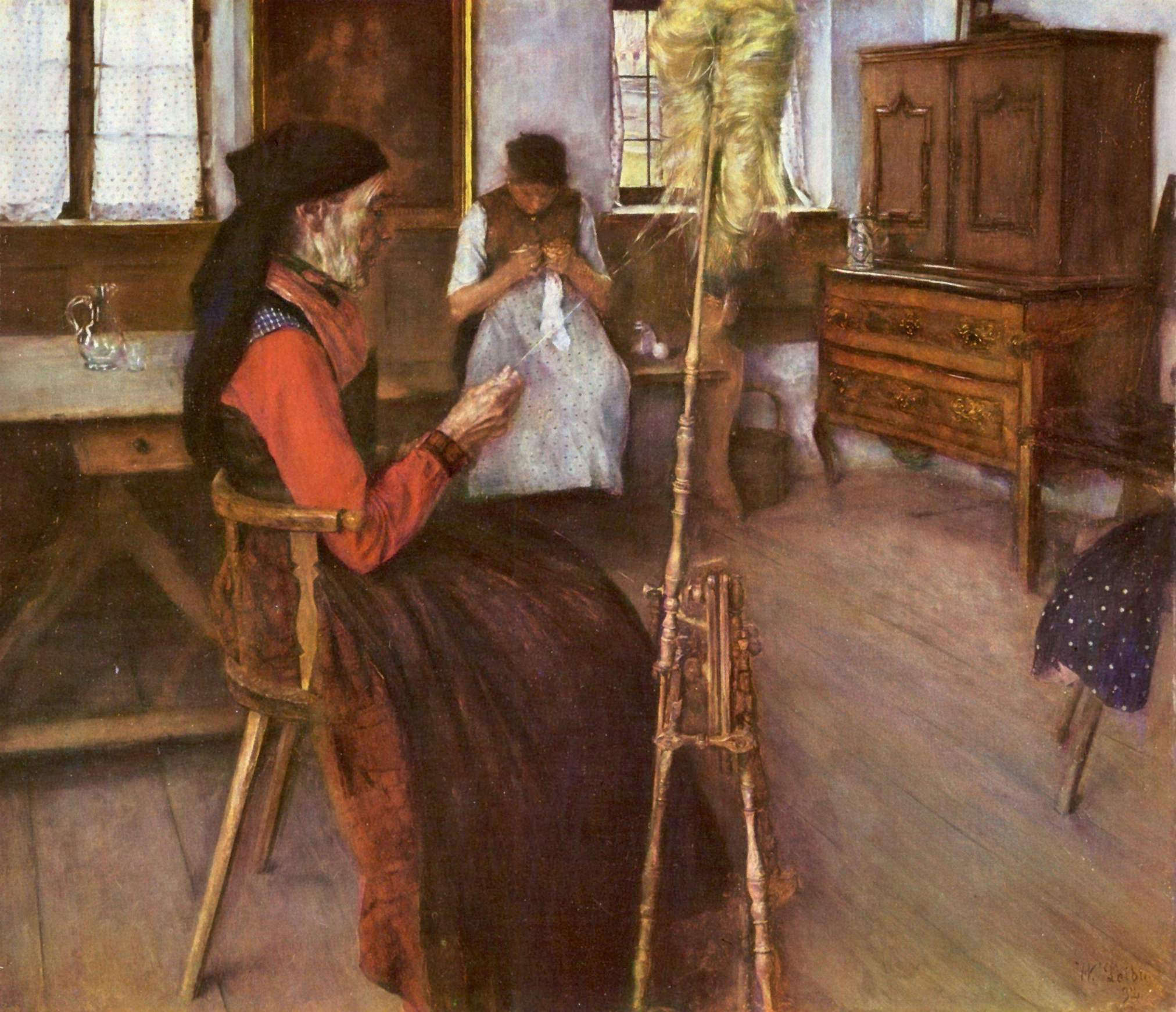
Прядильниця, 1892
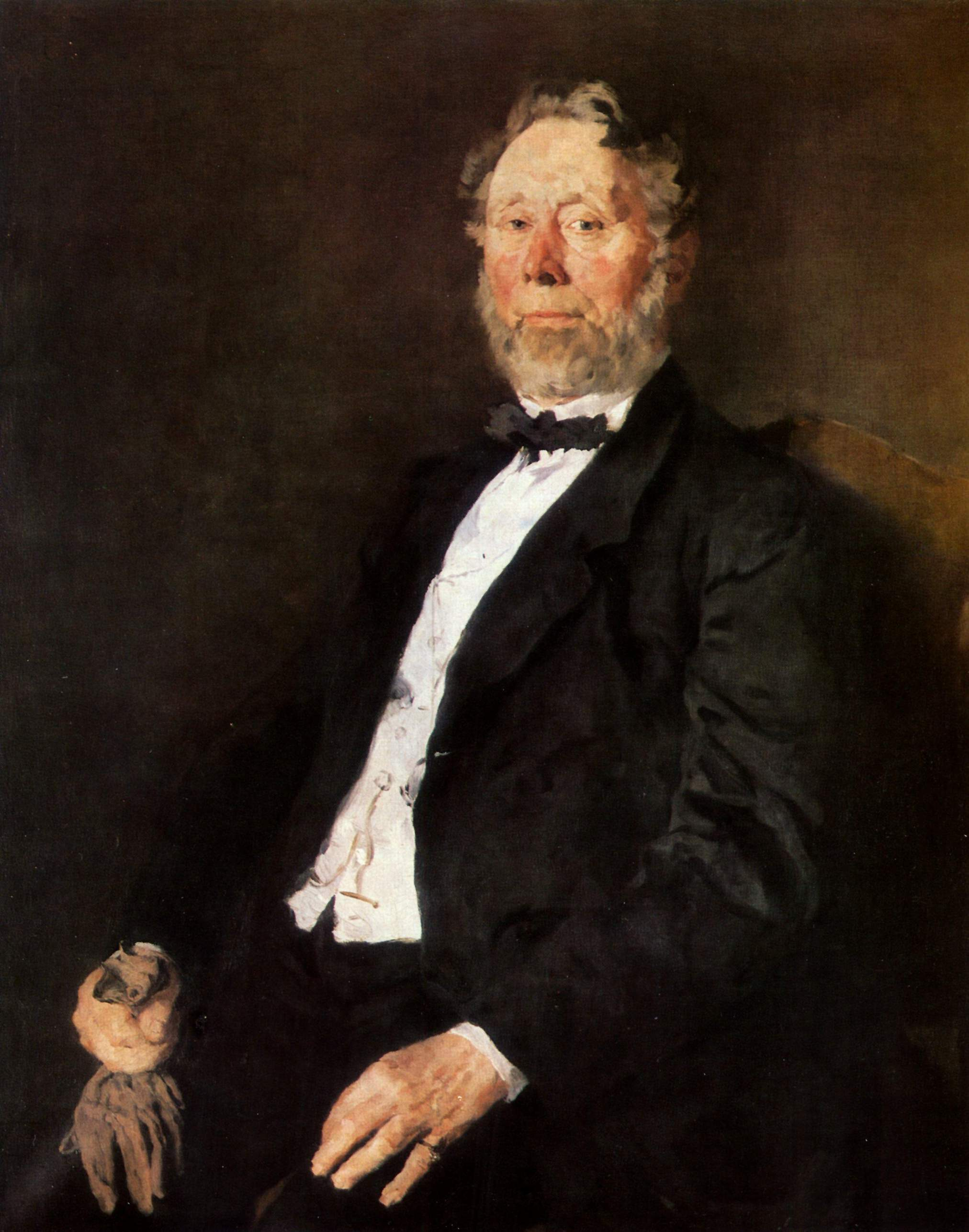
Іоганн Генріх Палленберг, 1871
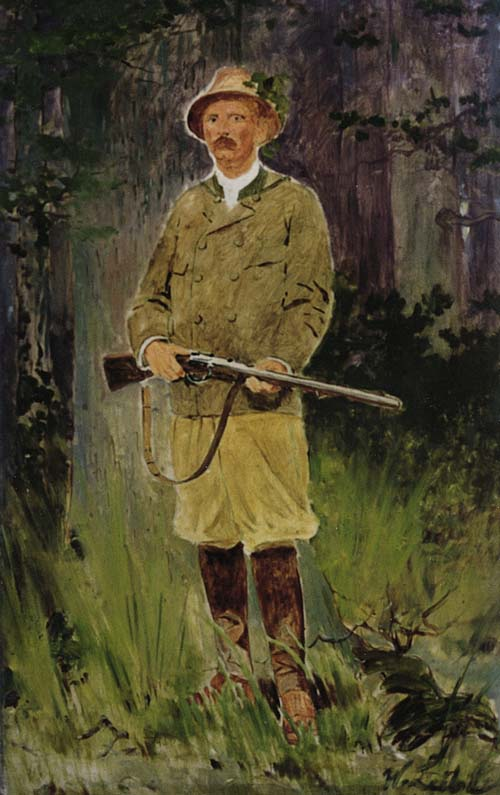
Барон фон Перфаль, як мисливець
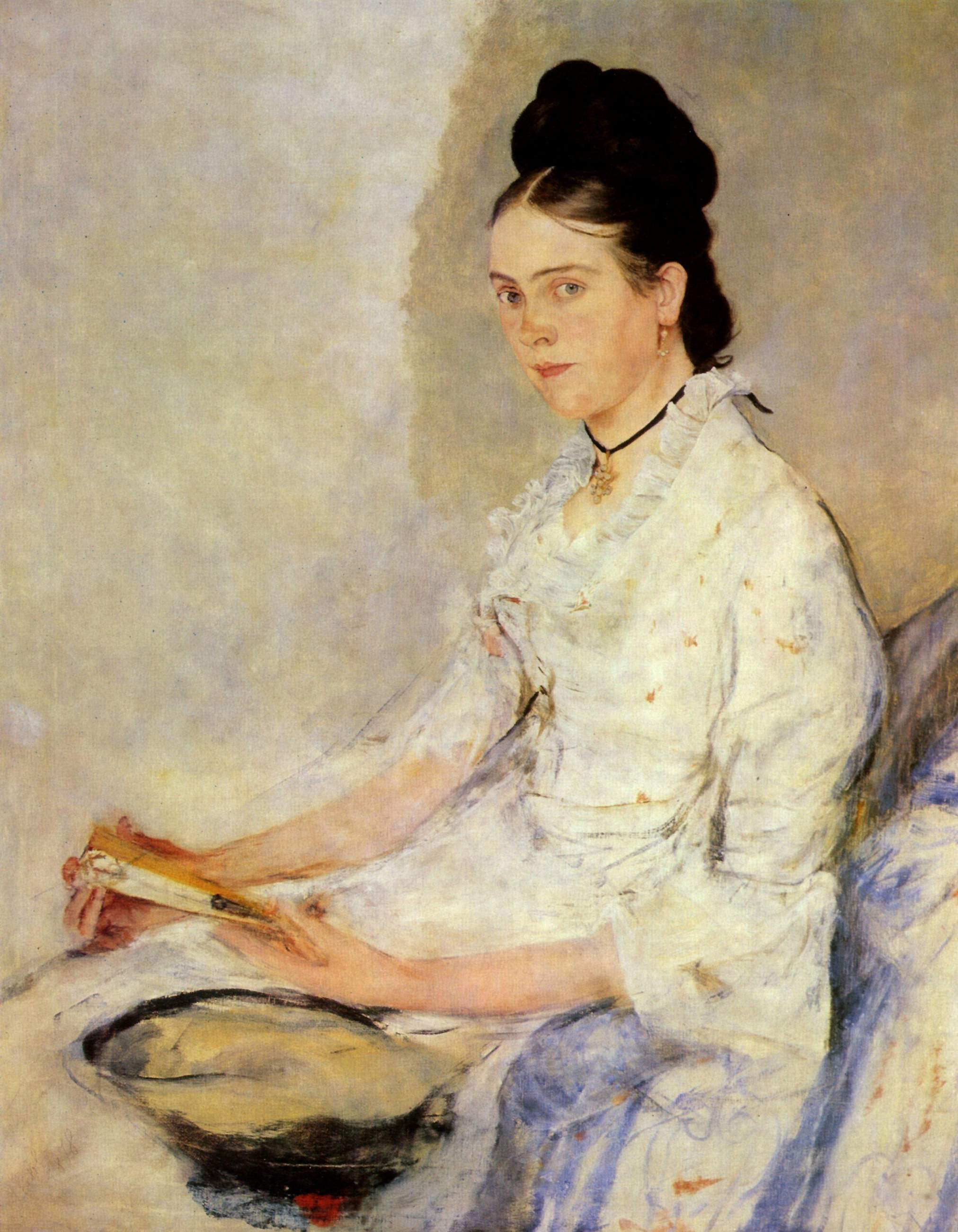
Портрет Розін Фішлер, графині Треуберг, 1878
Дівчина з чорною хусткою, 1879
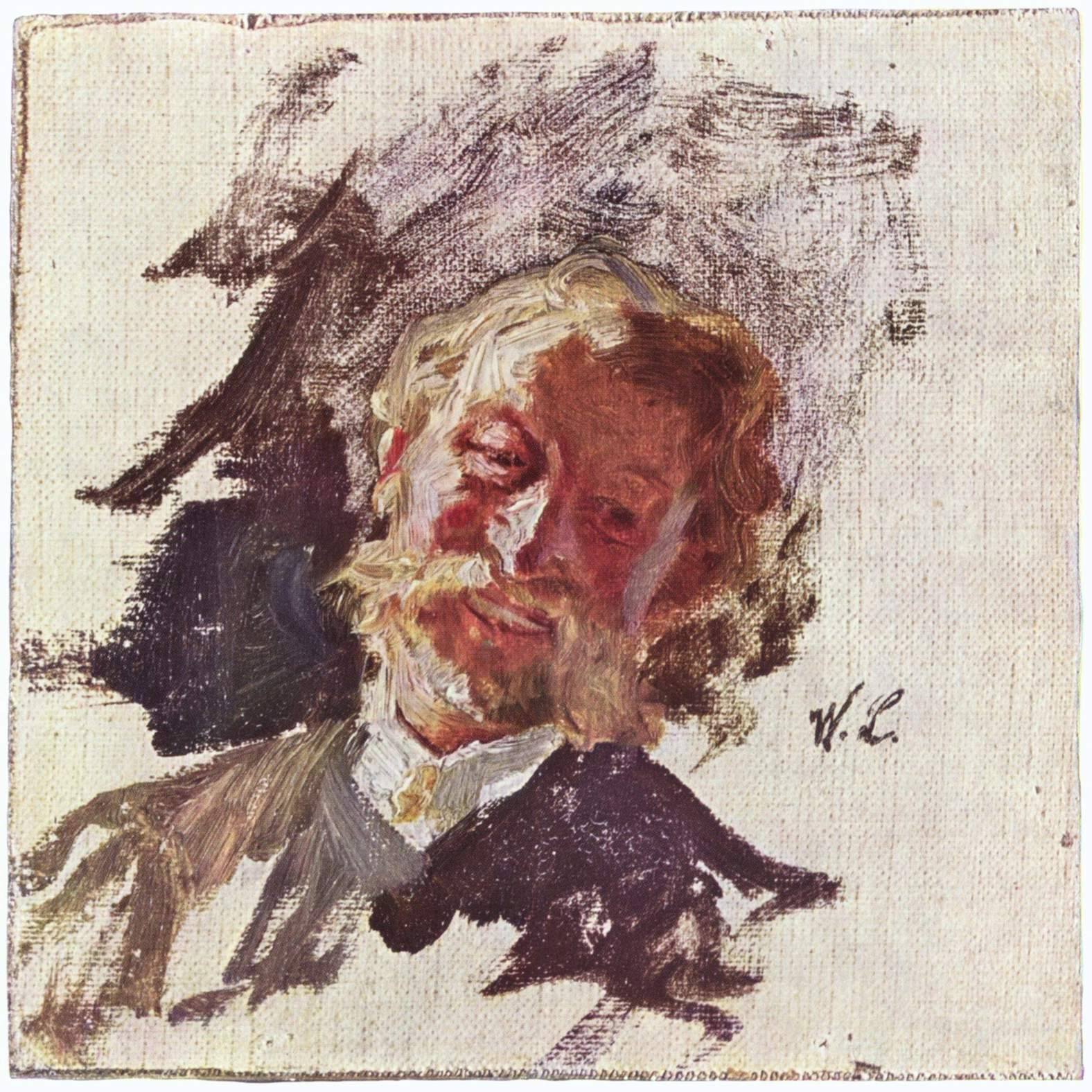
Портрет чоловіка, 1890
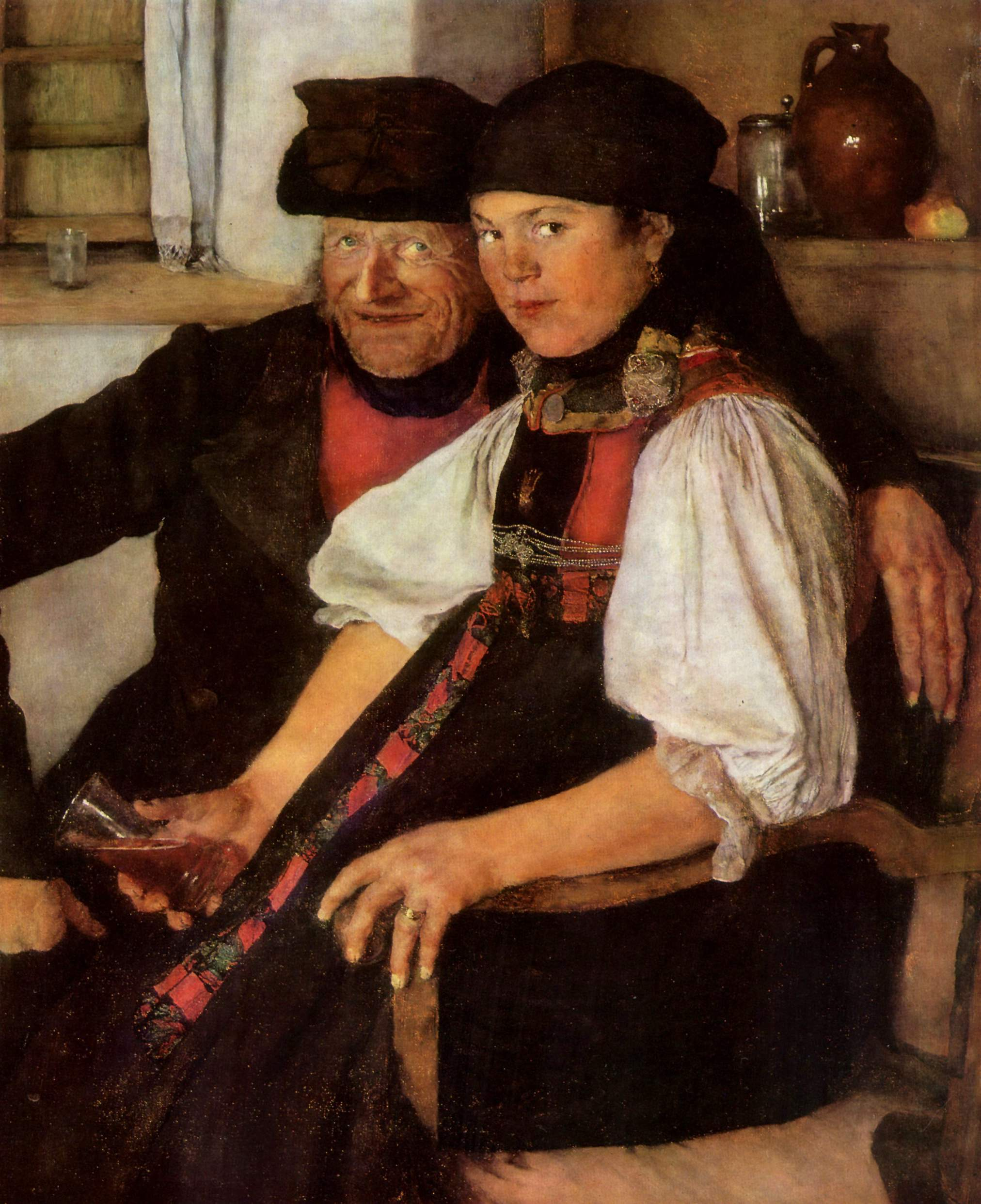
Нерівний шлюб, 1876-77
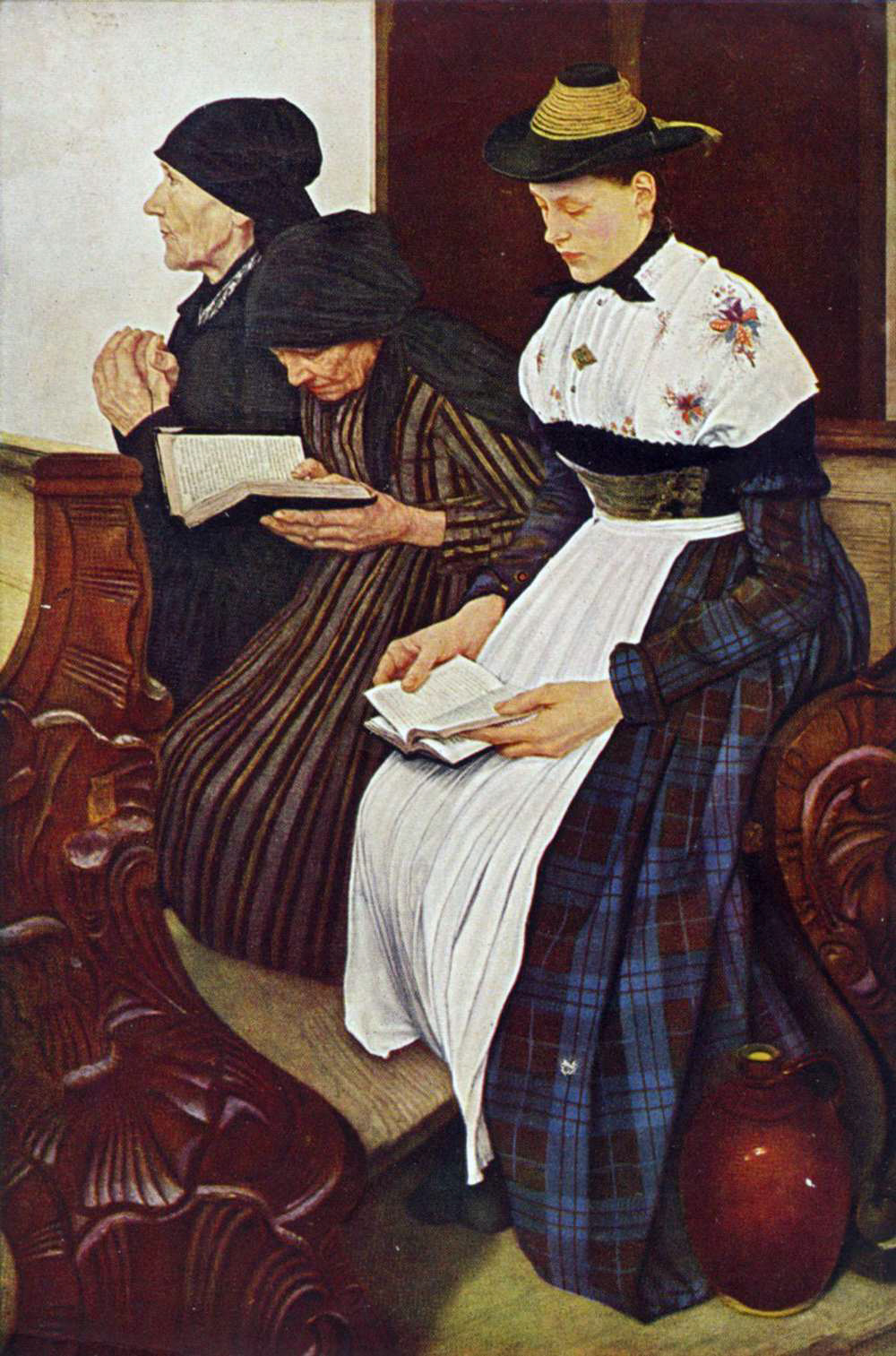
Три жінки в церкві, 1881 1876-77